# Manchester Uniteds historie (1969-1986)
 For alternative betydninger, se Manchester Uniteds historie. (Se også artikler, som begynder med Manchester Uniteds historie)
Forrige artikel: Manchester Uniteds historie (1945-1969)

## Årerne efter Busby
Wilf McGuinness, daværende assisterende landsholdstræner, fik posten som manager efter Matt Busby. Han havde været i klubben siden 1950. I december 1970 blev han fyret. Busby overtog igen managerposten midlertidigt, indtil udnævnelsen af Frank O'Farrell.
United åbnede 1972-73 sæsonen med ni kampe uden en sejr. Bestyrelsen talte om at bringe Tommy Docherty til som manager, og den 19. december 1972 mistede O'Farrell sit job. Dette var slutningen på en æra.

## Docs røde arme
Docherty begyndte umiddelbart efter at genopbygge holdet med en række nye spillere. Vigtigst af disse var Lou Macari. United rejste sig igen og sluttede sæsonen på en 18. plads.
Denis Law forlod klubben til fordel for Manchester City, hvilket førte til protester blandt tilhængere. George Best gjorde igen comeback og underskrev en kontrakt for sæsonen 1973-74. United røg for anden gang siden 1937 ned i andendivision.

### Genopstandelsen
Trods nedrykning blev tilskuertallet på Old Trafford øget i 1974-75 sæsonen. I samme sæson vandt de andendivision og blev forfremmet til førstedivision. Holdet sluttede på tredjepladsen i den efterfølgende sæson. Holdet gjorde det godt i FA Cuppen, men tabte til Southampton på Wembley i finalen. 
United gjorde det dårligt i ligaen den efterfølgende sæson, og var i en periode i fare for at rykke ned. Dog vandt de FA Cuppen, efter at have vundet 2-1 over Liverpool F.C.. 

### Mary Brown-affæren
Lidt over en måned senere, blev nyheden om, at Docherty havde en affære med hende, og derfor forlod sin kone, for at gifte sig med hende. Hun var holdets fysioterapeuts kone. 

## Dave Saxton
Docherty havde været populær blandt fansene, og den nye manager, Dave Sexton, skulle have succes, for at kunne komme på samme højde som Docherty. Med FA Cup-sejren var United kvalificeret til Mesterholdenes Europa Cup.
Igen kom United til finalen i FA Cuppen, men tabte til Arsenal.
I 1979-80-sæsonen var den røde hær tæt på en ligatitel. De sluttede på andenpladsen efter Liverpool. I løbet af sæsonen fik United-tilhængerne skylden for, at to Middelsbrough-tilhængere døde. På trods af, at United vandt de sidste 7 kampe, havde holdet hverken spillet godt i ligaen eller i FA Cuppen, hvilket gjorde, at Saxton blev fyret. 

## Ron Atkinson
Ron Atkinson blev ansat i juni 1981. Han satte britisk transferrekord, da han hentede Bryan Robson fra West Bromwich Albion, samtidig med at han hentede hans holdkammerat, Remi Mose. Succes fulgte, da de vandt FA Cuppen i 1983, efter at været ude i omkamp mod Brighton & Hove Albion FC. 
Sæsonen 1985-1986 startede spektakulært for United, som vandt alle de ti første ligakampe, og var ti point foran andenpladsen i oktober. Men formen sank som en sten, og holdet sluttede på fjerdepladsen. Klubben havde besluttet at sælge Hughes mod sin vilje, og han udviklede et alkoholproblem, der havde stor indflydelse på hans form, inden han underskrev en aftale med FC Barcelona efter sæsonen for omkring £2.000.000. Den efterfølgende sæson startede dårligt, og United tilbragte de første to måneder i eller nær nedrykningsstregen, og efter et 4-1 nederlag til Southampton i oktober 1986, fik Atkinson sparket.
Næste artikel: Manchester Uniteds historie (1986-)